# Стерадіан
Стерадіан (скорочення:ср або страд, міжнародне: sr) — одиниця вимірювання тілесного (просторового) кута: відповідає вирізаній ним площі поверхні на одиничній сфері. Повна сфера має тілесний кут {\displaystyle 4\pi } стерадіан.
Стерадіан — тілесний кут, вершина якого розміщена в центрі сфери і який вирізає на її поверхні площу, що дорівнює квадрату радіуса сфери.
1 ср = 7,96·10−2 від тілесного кута повної сфери.
На ХХ Генеральній конференції з мір і ваг (1995 р., резолюція 8) радіан і стерадіан визначено як безрозмірнісні похідні одиниці, назви і позначення яких можуть (там, де це зручно), але не обов'язково мають використовуватися у вираженні інших похідних одиниць системи SI.
Найчастіше стерадіан застосовують у теоретичній світлотехніці. Через те, що вимірювальні пристрої завжди проградуйовано в площинних кутах, то після визначення площинних кутів α при вершині конуса відповідний просторовий кут у стерадіанах дістають за формулою:
{\displaystyle \Omega =2\pi \left(1-cos{\frac {\alpha }{2}}\right)}
З цієї формули випливає, що тілесний кут 1 ср відповідає площинному куту 65°32' при вершині конуса, а π ср — куту розхилу конуса у 120°.